# 에조에 겐지로
에조에 겐지로(일본어: 江添 建次郎, 1982년 8월 25일 ~ )는 일본의 전 축구 선수이다.

## 구단 경력
과거 세레소 오사카, 카탈레 도야마에서 활동하였다.